# Karl Freiherr Heinold von Udynski

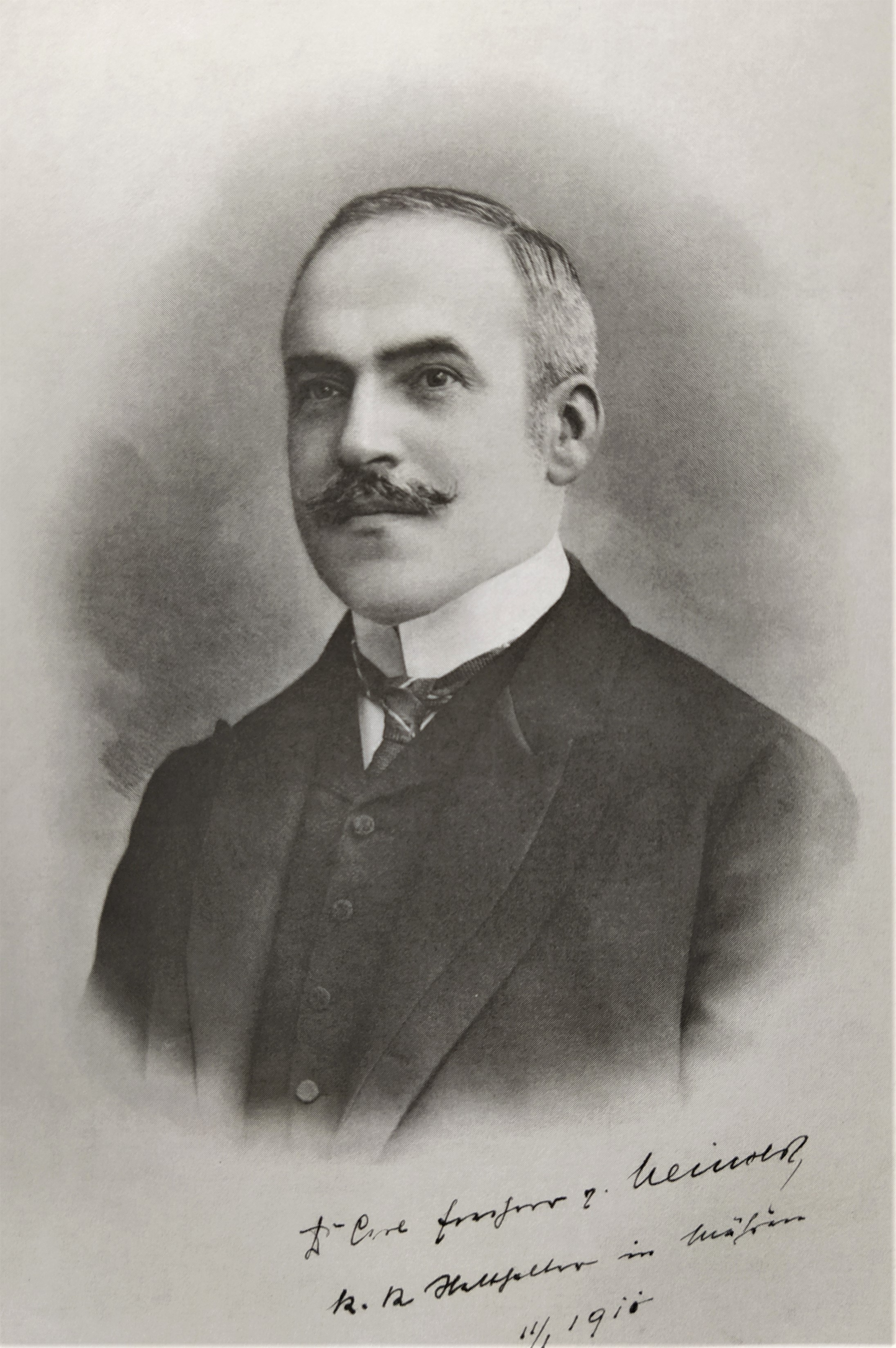
Karl Heinold

Karl Heinold, mit vollem Namen ab 1881 Karl Freiherr Heinold von Udynski (* 25. August 1862 in Udine; † 29. Dezember 1943 in Brünn), war ein österreichisch-ungarischer Beamter und Politiker.

## Leben
Sein Vater war der Feldmarschalleutnant Josef (ab 1876 Ritter von) Heinold, ab 1881 Freiherr von Udynski († 1900). Bis 1879 besuchte Karl Heinold das Erste deutsche Staatsgymnasium in Brünn, danach folgte das Studium der Rechtswissenschaften an den Universitäten Wien (1879–1883) und Graz. Er promovierte 1883 zum Dr. iur. Seit 1883 war er im Verwaltungsdienst in Mähren. Von 1905 bis 1908 war er Landespräsident von Schlesien, danach zweimal Statthalter von Mähren (1908–1911 und 1915–1918) und vom 3. November 1911 bis 30. November 1915 k.k. Innenminister im Ministerium Stürgkh, vom 2. Juli bis 20. September 1912 war er auch Leiter des k.k. Ackerbauministeriums. Mitglied des Herrenhauses war er ab dem 30. November 1915 (auf Lebenszeit).
Nach 1918 lebte er als Privatmann in Brünn.